# Guy Cecil
Guy Cecil (ガイ・セシル Gai Seshiru?) es uno de los protagonistas del videojuego JRPG creado por Namco para las consolas PS2 y 3DS: Tales of the Abyss. Es conocido en la historia del juego por ser el mejor amigo desde la infancia del protagonista, Luke fon Fabre.
Su nombre real es Gailardia Galan Gardios (ガイラルディア・ガラン・ガルディオス Gairarudia Garan Garudiosu?).

## Historia
Guy es el sirviente de la familia de los Fabre, siendo al principio el niñero de su mejor amigo desde entonces, Luke fon Fabre, actuando a veces como si fuera el hermano mayor y se considera responsable del cuidado y del carácter inmaduro y egoísta que Luke ha tenido desde pequeño. Guy es un hábil espadachín que maneja de forma pulida y rápida cualquier espada que él equipo. Guy es a veces reservado y tímido cuando se trata de hablar con mujeres, a veces diciendo "que le gustan las chicas lindas", pero de hecho las mujeres son su más grande fobia (ginofobia) debido a un evento traumático que sufrió cuando era un niño, a veces resulta traumático y horrible para Guy el tener que hacer contacto físico con una mujer. A pesar de que a medida que avanza la historia del juego y Guy va superando poco a poco su ginofobia, hubo un momento en que Guy fue marcado con un sello maldito dáathico por Sync (una de las tantas réplicas del Maestro Fon Ion original), logrando así poder controlar a Guy desde la cercanías usando sus sentimientos vengativos, lo que más tarde él revela como un odio profundo al padre de Luke, el duque Fabre, por haber comandado la destrucción de su ciudad natal: Hod, lo que también revela la razón de su fobia contra las mujeres debido a una escena en la que ve cómo un soldado de Kimlasca asesina a su hermana mayor Mary y esta cae muerta sobre un Guy infante y traumatizado por esa horrible visión. A pesar de que Luke sabía que esos sentimientos de odio y muerte que Guy sentía por él eran reales, Guy supo ganarse la confianza y la amistad eterna de su mejor amigo. Durante esa parte de la historia se revela que Guy es en realidad de Malkuth y pertenece a una antigua familia de nobles conocida como los Gardios. Su nombre real es revelado como Gailardia Galan Gardios.
A Guy le disgusta el hecho de que Asch sea el "Luke" original y no su mejor amigo, incluso negándolo como real ya que todavía tenía una amistad fiel a quién fue su más grande amigo en la infancia. A Guy tampoco le gusta mucho el hecho de que Luke se esté subestimando ante Asch por sentirse una réplica inútil e inferior.
Al final del juego, Guy le revela a Luke que él ya sabía que Luke padecía de una enfermedad terminal y le advierte que no lo perdonará si desaparece por liberar a Lorelei, ya que se sentiría solitario sin un amigo a quién serle fiel y servicial.

## Apariencia y personalidad
Guy es un hombre amable y de carácter empeñado y servicial. También tiene una manera de hablar muy encantadora y siempre sabe que decir exactamente, pero a veces eso causa que diga cosas de más por culpa de su nerviosismo, especialmente cuando habla con mujeres. A Guy le gusta ayudar a quién sea (sin importar si es mujer) y parece que tiene una gran obsesión hacia las máquinas fónicas y los temas sobre ellas.

## Estilo de lucha
En batalla, Guy pelea usando el Estilo Sigmund, un estilo muy singular entre su familia y los habitantes de su natal Hod: con su mano derecha sostiene su espada mientras que con la izquierda sostiene la vaina de su espada. Guy también posee 2 Mystic Artes (al igual que el resto de sus compañeros): el normal, Razing Phoenix (鳳凰天翔駆 Hōō Tenshōku?, llamado en japonés como Phoenix Soaring Drive) y uno oculto, el Brilliant Overlord (閃覇瞬連刃 Senpa Shunrenjin?, llamado en japonés como Flash Overlord Swift Connect Blade). El Estilo Sigmund es descrito a veces como una versión más versátil y poderosa del Estilo Albert, del cual Van, Asch y Luke son aprendices. Ciertas artes suyas como el Sword Rain: Alpha (秋沙雨 Akizasame?) y el Tempest (裂空斬 Rekkūzan?) son extremadamente letales por la cantidad de rapidez con la que Guy ejecuta esas habilidades especiales en combate.

## Curiosidades
- Su nombre deriva de su fobia: la ginofobia.
- Uno de los títulos que Guy puede obtener es el de "Abyssman", en donde lucha con una armadura y casco de color naranja muy al estilo de Super Sentai Series y de Power Rangers (curiosamente en esas series, tanto la versión japonesa como la occidental, no existen ningún Ranger naranja, excepto en Power Rangers S.P.D. donde un personaje llamado Boom aparece en sus sueños como Ranger naranja y luego finge serlo). Otro dato curioso acerca de ese título es que el actor de voz en occidente que interpreta a Guy es uno de los primeros Power Rangers de la historia: Johnny Yong Bosch, quien interpreta a Adam Park en las primeras 3 temporadas de la serie.
- Van, Tear y Guy no están relacionados por sangre de familia, sin embargo, el marido de la ancestro de Van y Tear, Julia Yoe: Freyr Albert, es medio-hermano de Walter Sigmund (ancestro de Guy), quien comenzó el linaje de la familia Gardios.